# Gridlock'd - Istinti criminali (colonna sonora)
Gridlock'd - Istinti criminali è la colonna sonora dell'omonimo film di Vondie Curtis-Hall, pubblicata nel 1997 da Death Row e Interscope. La RIAA la certifica disco d'oro.
| Recensione        | Giudizio |
| ----------------- | -------- |
| AllMusic          | [ 1 ]    |
| USA Today         | [ 3 ]    |
| Los Angeles Times | [ 4 ]    |

## Tracce
1. Wanted Dead or Alive (2Pac feat. Snoop Doggy Dogg) – 4:39 (musica: Dat Nigga Daz)
2. Sho Shot (The Lady of Rage) – 4:26 (musica: Sean Thomas)
3. It's Over Now (Danny Boy) – 4:05 (musica: Keith Andes)
4. Don't Try to Play Me Homey (Dat Nigga Daz) – 4:38
5. Never Had a Friend Like Me (2Pac) – 4:26 (musica: Johnny J)
6. Why (Nate Dogg) – 5:13
7. Out the Moon (Boom, Boom, Boom) (Snoop Doggy Dogg feat. Soopafly, Tray Dee & 2Pac) – 5:09 (musica: L.T. Hutton, Priest "Soopafly" Brooks, Snoop Doggy Dogg)
8. I Can't Get Enough (Danny Boy) – 5:10 (musica: Damon Thomas)
9. Tonight It's On (B.G.O.T.I.) – 3:14 (musica: Char Jones)
10. Off the Hook (Snoop Doggy Dogg feat. Charlie Wilson, James DeBarge & Val Young) – 5:37 (musica: Dat Nigga Daz)
11. Lady Heroin (J-Flexx feat. The Lady of Rage) – 4:12 (musica: Sean Thomas)
12. Will I Rize (Storm/Val Young) – 5:16 (musica: Char Jones)
13. Body and Soul (O.F.T.B. feat. Jewell) – 4:54 (musica: Brian G, O.F.T.B.)
14. Life Is a Traffic Jam (Eight Mile Road feat. 2Pac) – 4:24 (musica: Medusa)
15. Deliberation (Anonymous) – 4:12 (musica: Cody Chesnutt)

## Classifiche

### Classifiche settimanali
| Classifica (1997)         | Posizione raggiunta |
| ------------------------- | ------------------- |
| Stati Uniti               | 1                   |
| US Top R&B/Hip-Hop Albums | 1                   |

### Classifiche di fine anno
| Classifica (1997)         | Posizione raggiunta |
| ------------------------- | ------------------- |
| Stati Uniti               | 143                 |
| US Top R&B/Hip-Hop Albums | 47                  |